# Філоттрано
Філоттрано (італ. Filottrano) — муніципалітет в Італії, у регіоні Марке,  провінція Анкона.
Філоттрано розташоване на відстані близько 190 км на північний схід від Рима, 24 км на південний захід від Анкони.
Населення — 9610 осіб (2014).
Щорічний фестиваль відбувається 8 травня. Покровитель — святий Архангел Михаїл.

## Демографія
Населення за роками:

Станом на 1 січня 2023 року в муніципалітеті офіційно проживало 508 іноземців з 41 країни, серед них 148 громадян країн Євросоюзу та 16 громадян України.

## Сусідні муніципалітети
- Аппіньяно
- Чинголі
- Єзі
- Монтефано
- Озімо
- Санта-Марія-Нуова